# Pandamangalam
Pandamangalam là một thị xã panchayat của quận Namakkal thuộc bang Tamil Nadu, Ấn Độ.

## Nhân khẩu
Theo điều tra dân số năm 2001 của Ấn Độ, Pandamangalam có dân số 5949 người. Phái nam chiếm 50% tổng số dân và phái nữ chiếm 50%. Pandamangalam có tỷ lệ 70% biết đọc biết viết, cao hơn tỷ lệ trung bình toàn quốc là 59,5%: tỷ lệ cho phái nam là 78%, và tỷ lệ cho phái nữ là 62%. Tại Pandamangalam, 9% dân số nhỏ hơn 6 tuổi.